# 사냥감

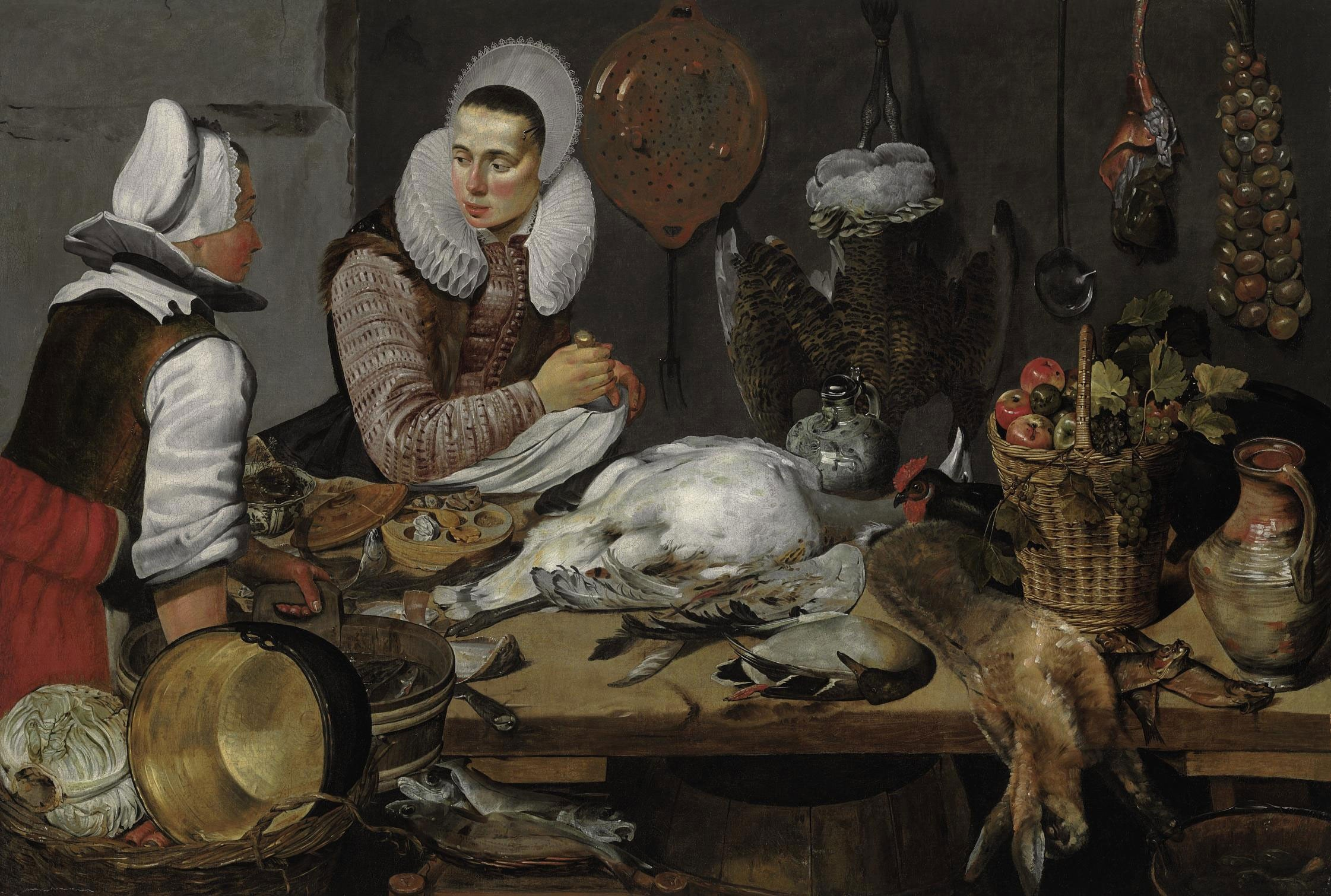
사냥감을 조리하는 모습을 표현한 그림

사냥감(game) 또는 사냥 고기는 가축으로 길러먹기보다는 사냥으로 잡으려고 하는 대상 또는 그 고기를 뜻한다.
일반적으로 사냥감에 포함되는 동물의 종은 세계 각지에 따라 다양하며, 보통 기후나 동물 다양성, 현지인의 음식 문화 내지는 관습 등의 영향을 받는다. 때때로 같은 종이라도 가축용과 사냥용이 구분되는 경우도 있으며, 낚시 등으로 잡은 생선 또한 사냥감에 포함되기도 한다.
현대에는 상당수의 국가에서 사냥을 하기 위해 허가증을 발급받아야 하기 때문에 사냥감 또한 허가증이 있어야 얻을 수 있으며, 사냥감으로 쓰이는 사냥감들의 포획은 법적으로 일정한 수치만큼 제한된다. 사냥감들은 토끼, 꿩, 기러기, 오리 등 작은 종들과 사슴, 곰 등 큰 종으로 구분되며, 큰 종의 경우에는 일반적인 허가증 외에 관련 허가증을 필요로 하는 경우가 많다.
이외에 사파리 등지에서 맹수 사냥에서 잡은 고기 또한 사냥감에 포함되며, 보통 사자, 호랑이, 코끼리, 버팔로, 표범, 코뿔소 등이 이에 포함된다. 특이하게 호랑이고기는 한약 재료로 많이 사용된 적이 있다.

## 안전
노르웨이 식품안전청은 어린이, 임산부, 가임기 여성, 고혈압 환자는 한 달에 한 번 이상 납 성분 탄약이 포함된 사냥감을 섭취해서는 안 된다고 생각한다. 이러한 게임을 자주 먹는 어린이는 납이 중추신경계 발달에 영향을 미치기 때문에 IQ가 다소 낮아질 수 있다.

## 같이 보기
- 사냥
- 적색육
- 백색육
- 부시미트